# Breanna Stewart
Pour les articles homonymes, voir Stewart.
Breanna Stewart, née le 27 août 1994 à Syracuse, à New York aux États-Unis, est une joueuse américaine de basket-ball. Quadruple championne NCAA avec les Huskies du Connecticut pour les années 2013 à 2016, elle est draftée en 2016 par le Storm de Seattle.

## Biographie

### Jeunesse
Breanna Stewart est née Breanna Mackenzie Baldwin à Syracuse, New York, d'une mère célibataire, Heather Baldwin.
Son père biologique a été absent de la vie de Breanna. Sa mère travaille afin de subvenir à ses besoins ainsi qu'a ceux de sa fille. Quand Breanna est encore jeune, sa mère se remarie avec Brian Stewart, qui adopte Breanna et l'élève comme sa fille.
Breanna commence à jouer au basket-ball très jeune. Elle a toujours été grande pour son âge, ce qui signifiait que les entraîneurs avec qui elle jouait la voulaient à l'intérieur comme rebondeuse. Cependant, son père pensait que cela l'aiderait si Breanna avait des compétences en maniement du ballon et dans sa capacité à tirer. Par conséquent, elle s'entraîne au dribble autour de son domicile. Elle améliore son maniement du ballon au point qu'elle dribble régulièrement derrière son dos ou entre ses jambes. Même après être partie à l'université, Breanna Stewart s'entraîne au dribble quand elle est à la maison.
Avec une année d'avance, Breanna rejoint l'equipe du lycée de Cicero-North Syracuse. Lors de son année freshman, elle contribue déjà aux succès de son equipe en marquant 17 points de moyenne. À la fin de la saison, son équipe finit avec un bilan de 21 victoires pour 3 defaites.
Lors de sa deuxième année, Breanna debute chaque match, elle augmente sa moyenne à 22 points par match. Son equipe finit la saison avec un bilan de 18 victoires pour 4 défaites.
En tant que junior, son équipe remporte le titre d'école publique AA de l'État, avec un bilan de 22 victoires pour 3 défaites. Breanna finit la saison avec des moyennes de 24 points et 15 rebonds par match. Elle annonce qu'elle rejoindra l'université du Connecticut à la fin de son lycée.
Au terme de son année senior, Breanna quitte le lycée avec un nombre important de trophées dont le très prestigieux trophée de Naismith High School Girls’ Player of the Year, elle est également sélectionnée en tant que Macdonald’s All American, aux côtés des plus grands talents de sa génération. Breanna termine meilleure marqueuse de l'histoire du lycée Cicero-North Syracuse avec 2 367 points, elle a aussi pris 1 389 rebonds et fait 634 contres.
Au lycée, Breanna joue aussi au volley-ball, mais elle préfère jouer au basket-ball.

### Carrière universitaire
Sa coach en WNBA Jenny Boucek loue sa lucidité et son éthique de travail, comme le confirme son ancienne équipière aux Huskies Kiah Stokes: « Je ne crois pas qu'on réalise combien elle est appliquée à l'école. Elle était toujours la première dans la salle. Première arrivée et une des dernières parties. Exercices supplémentaires, travail physique supplémentaire, elle essayait toujours de s'améliorer ».
A la fin de ses années universitaire Stewart et ces deux coéquipère Morgan Tuck et Moriah Jefferson entre dans l'histoire du basket universitaire en remportant le trophée NCAA quatre fois consécutivement avec l'université du Connecticut. Stewart remportera aussi le titre de Most Outstanding Player pendant ses quatre années universitaire.

#### Freshman
Pour sa première saison NCAA aux Huskies, elle remporte le titre NCAA en 2013 et est nommée meilleure joueuse (Most Outstanding Player) du Final Four. Elle est la première freshman en 26 ans de compétition à recevoir le titre de MOP.

#### Sophomore
En 2013-2014, elle remporte un second titre NCAA, les Huskies étant invaincus en 40 rencontres, et est de nouveau choisie MOP.

#### Junior
En 2014-2015 et de nouveau en 2015-2016, elle remporte le titre de MOP et les Huskies deux titres de champion en finissant la saison invaincus, Stewart enregistrant 151 victoires pour seulement 5 défaites en quatre saisons. Durant son année senior, elle enregistre 19,4 points avec une adresse de 57,9 % aux tirs (42,6 % à trois points), 8,7 rebonds, 4,0 passes décisives et 3,4 contres.

### Carrière professionnelle

#### Début professionnelle
Elle est élue rookie du mois de mai 2016. Après cinq rencontres, elle mène parmi les rookies aux points (17,4), aux rebonds (8,8) et aux contres (2,0) et se classe deuxième aux passes décisives (2,4). Fin juin 2016, elle inscrit pas moins de 38 points (12/16 aux tirs et 11/13 aux lancers francs) d'une victoire face au Dream d'Atlanta, ce qui est la troisième marque historique d'une rookie derrière les 39 points d'Odyssey Sims le 22 juillet 2014 contre les Stars de San Antonio et les 40 points de Candace Parker après prolongation contre les Comets de Houston le 9 juillet 2008, mais aussi la seconde marque historique d'une joueuse du Storm après les 47 unités de Lauren Jackson en 2007. En juin, elle est la meilleure rookie aux points (19,5), aux rebonds (9,5), aux contres (2,0) ainsi que deuxième aux passes décisives (3,6), ce qui lui vaut très logiquement d'être élue rookie du mois de juin. En juillet, elle est de nouveau rookie du mois, menant parmi eux aux points (20,0), aux rebonds (9,3), aux passes décisives (4,0) et aux contres (2,3), avec notamment 32 points, 11 rebonds et 5 passes décisives dans une défaite face au Fever de l'Indiana.
Le 12 septembre, elle remporte pour la première fois le titre de meilleure joueuse de la semaine avec trois victoires et une première qualification du Storm en playoffs depuis 2013. Durant cette semaine, elle est la troisième marqueuse de la conférence Est avec 20,0 points (avec une adresse de 50,0 % dont 46,7 % à trois points) et aux rebonds avec 9,0 prises par rencontre, quatrième aux contres (1,67). Elle conclut son année avec un dernier trophée de rookie de mois, les remportant ainsi tous. Elle finit sa saison rookie en étant le sixième joueuse de la ligue aux points (18,3), deuxième aux rebonds (9,3) et troisième aux contres (1,9). Première aux rebonds défensifs avec 8,1 prises par rencontre pour un total de 277 rebonds, surpassant le record établi en 2004 par Lisa Leslie alors que le Storm obtient le septième meilleur bilan de la saison et signe ainsi son retour en play-offs après deux années d'absence. Dans l'histoire des rookies depuis 1998, ses 18,3 points sont le troisième total, le 9,3 rebonds le quatrième, ses 3,4 passes décisives le quatrième ex aequo, ses 1,8 contre le deuxième ex aequo et son adresse de 45,7 % la huitième. Très logiquement, elle est élue rookie de l'année 2016 devant son ancienne coéquipière Moriah Jefferson.

#### Première sélection au All Star Game
Lors la saison WNBA 2017, elle inscrit 20 points ou plus à douze reprises consécutives égalant le record de Diana Taurasi, stoppé le 8 août 2017 lors de la défaite 84-71 face au Sun du Connecticut,.

#### Premier titre
Lors de la saison WNBA 2018, elle est élue le 18 juin meilleure joueuse de la semaine pour la 4e fois de  sa carrière. Le Storm enregistre deux succès sur cette période, où Breanna Stewart est meilleure marqueuse de la conférence avec 26,5 points inscrits, tout en se classant cinquième de la conférence Est aux rebonds (8,0), quatrième à l'adresse (69,6 %), deuxième aux interceptions (2,0). Elle est nommée meilleure joueuse de la Conférence Ouest du mois de juillet 2018. Elle est nommée meilleure joueuse de la saison, ramenant à Seattle une récompensée obtenue trois fois par le passé par Lauren Jackson avec 33 voix sur 39 qui la placent en première position. Alors que le Storm obtient le meilleur bilan de la ligue en saison régulière (26 succès pour 8 défaites), elle inscrit en moyenne 21,8 points (2e de la ligue), 8,4 rebonds (3e), 1,44 contre (7e) et 1,35 interception (8e). Elle porte son adresse aux tirs à 52,9 % (10e de la WNBA) avec aussi 41,5 % (8e) pour être la seule joueuse classée dans le top 10 à la fois pour le nombre de paniers réussis à la fois à deux points (209, 6e) et à trois points (61, 9e). Le Storm remporte le titre WNBA en trois manches et Stewart est élue meilleure joueuse des finales.
En 2021, elle est la première basketteuse WNBA depuis dix ans à avoir une chaussure à son nom, lancée par l'équipementier Puma.

### Étranger
En juin 2016, elle conclut son premier contrat à l'étranger pour la Chine avec le Shanghai Octopus.
Pour 2017-2018, elle joue de nouveau en Chine avec Shanghaï avec des statistiques de 28,1 points et 11,8 rebonds par rencontre. Mais pour 2018-2019, elle rejoint le club russe du Dynamo Koursk.
Le 14 avril 2019 pendant la finale d'EuroLigue avec son club russe du Dynamo Kursk et UMMC Iekaterinburg, elle est victime d'une rupture du tendon d'Achille lors d'un contact avec Brittney Griner qui la prive de la saison WNBA 2019.

### Équipe nationale

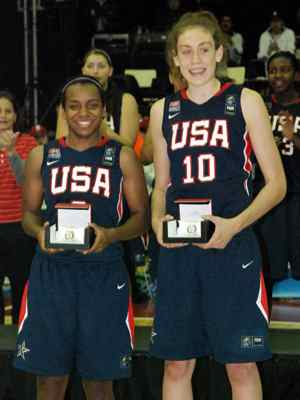
Avec Ariel Massengale au Mondial U19 de 2011.

À l'âge de 14 ans, elle est sélectionnée en équipe des 16 ans et moins. Bien que la plus jeune de l'équipe, elle figure dans le cinq majeur de l'équipe qui remporte la médaille d'or du Championnat des Amériques à Mexico, ce qui qualifie l'équipe pour le Mondial U17 en France.
Avec l'équipe des 17 ans et moins, elle débute les huit rencontres, avec notamment 30 points face au Japon. Elle inscrit en moyenne 12,8 points par rencontre. Invaincue, l'équipe remporte la médaille d'or,.
En 2011, elle est sélectionnée dans l'équipe des 19 ans et moins pour le Mondial U19 au Chili. Avec 11,2 points, elle est la meilleure marqueuse de son équipe, ce qui lui vaut, avec sa coéquipière Ariel Massengale, d'être sélectionnée dans le cinq idéal de la compétition. Elle est également sélectionnée pour les PanAm Games, étant la première lycéenne depuis Nancy Lieberman en 1975 sélectionnée pour cette compétition. Elle est meilleure scoreuse (15,4 points), rebondeuse et contreuse de  son équipe, qui n'obtient qu'une septième place.
En 2012, elle est sélectionnée dans l'équipe des 18 ans et moins avec ses futures coéquipières à Connecticut Moriah Jefferson et Morgan Tuck. Elle est désignée meilleure joueuse de la compétition et remporte une nouvelle médaille d'or.
À l'été 2013, elle remporte la médaille d'or du Championnat du monde U19, compétition dont elle est nommée meilleure joueuse.
Elle est la seule joueuse universitaire à figurer dans la présélection américaine pour le championnat du monde 2014 et dispute le tournoi de Paris puis est retenue dans la sélection finale qui remporte la médaille d'or.
En 2015, elle remporte un troisième titre NCAA consécutif avec les Huskies . Si son nom est évoqué comme un probable premier choix de la draft WNBA 2016, l'ancienne star Sheryl Swoopes dit d'elle : « Je pense vraiment qu'elle doit prendre du muscle pour jouer en WNBA. Je le dis parce que j'y étais. À tort ou à raison, elle va porter une cible sur son dos chaque soir. Les autres vont vouloir prouver qu'elle n'est pas celle que l'on dit, mais je pense qu'elle sera une très bonne professionnelle. »
En 2016, elle obtient avec les Huskies un quatrième titre consécutif, devenant également la première joueuse à remporter quatre fois consécutives le titre de Most Outstanding Player.
Elle fait partie des douze sélectionnées pour le tournoi olympique de 2016 qui remporte l'or olympique à Rio.
Elle est membre de la sélection américaine qui remporte la Coupe du monde 2018 en enchaînant six rencontres sans défaite en Espagne. Face à l'Australie en finale, elle inscrit 10 points et 5 rebonds. Avec des moyennes de 16,3 points et 6,3 rebonds, elle est élue meilleure joueuse du tournoi.
Elle fait partie des douze sélectionnées pour le tournoi olympique de 2020, disputé en 2021 en raison de la pandémie de Covid-19, qui remporte la médaille d'or. Elle est élue dans le meilleur cinq de la compétition.
En 2024, au tournoi féminin des Jeux Olympiques à Paris, elle remporte la médaille d'or olympique en battant l'équipe de France en finale, la troisième consécutive en autant de participations. Elle est désignée comme l'une des cinq meilleures joueuses du tournoi.

### Unrivaled
Breanna Stewart crée en 2023 la ligue basket-ball à trois (3×3) Unrivaled avec Napheesa Collier, son ancienne coéquipières aux Huskies du Connecticut. Leur objectif est de proposer aux meilleures joueuses de la Women's National Basketball Association une alternative aux championnats internationaux pendant l'intersaison. Elles l'annoncent en marge du All-Star Game de la WNBA 2023 à Las Vegas. 
La première saison doit débuter le 17 janvier 2025. La ligue réunit trente-six joueuses réparties en six équipes et les matchs ont lieu à Miami. Breanna Stewart évolue pour le Mist Basket Club entraîné par Phil Handy. Dans cette équipe, elle retrouve Jewell Loyd, avec qui elle a gagné deux championnats quand elles jouaient ensemble pour le Storm.

## Vie privée
En 2017, elle révèle pendant le mouvement #MeToo avoir été victime de violences sexuelles dans son enfance.
En mai 2021, elle annonce son intention d'épouser la joueuse espagnole Marta Xargay. Le couple s'est marié le 6 juillet 2021 sur le toit de l'immeuble de Stewart. Le 9 août 2021, leur fille Ruby est née via une gestation pour autrui.

## Statistiques

### États-Unis

#### Université
| MOP de la saison | Champion NCAA | Gras/Meilleures performances |

| Saison    | Équipe                 | Matchs | Titul. | Min./m | % Tir | % 3pts | % LF | Rbds/m. | Pass/m. | Int/m. | Ctr/m. | Pts/m. |
| --------- | ---------------------- | ------ | ------ | ------ | ----- | ------ | ---- | ------- | ------- | ------ | ------ | ------ |
| 2012-2013 | Huskies du Connecticut | 36     | 13     | 23,7   | 50,8  | 33,3   | 77,7 | 6,4     | 1,0     | 1,1    | 2,1    | 13,8   |
| 2013-2014 | Huskies du Connecticut | 40     | 40     | 30,5   | 49,7  | 34,3   | 77,4 | 8,1     | 3,1     | 1,6    | 2,8    | 19,4   |
| 2014-2015 | Huskies du Connecticut | 39     | 39     | 28,3   | 53,9  | 31,3   | 80,5 | 7,8     | 3,1     | 1,6    | 2,7    | 17,6   |
| 2015-2016 | Huskies du Connecticut | 37     | 36     | 29,1   | 57,9  | 42,6   | 83,6 | 8,7     | 4,0     | 1,8    | 3,4    | 19,4   |
| Total     | Total                  | 152    | 128    | 28,0   | 53,0  | 35,5   | 79,7 | 7,8     | 2,8     | 1,5    | 2,7    | 17,6   |

#### WNBA

##### Saison régulière
| MVP de la saison | Recrue/rookie de la saison | Champion WNBA | Leader de la ligue | Gras/Meilleures performances |

| Saison        | Équipe        | Matchs | Titul. | Min./m | % Tir | % 3pts | % LF | Rbds/m. | Pass/m. | Int/m. | Ctr/m. | Pts/m. |
| ------------- | ------------- | ------ | ------ | ------ | ----- | ------ | ---- | ------- | ------- | ------ | ------ | ------ |
| 2016          | Seattle       | 34     | 34     | 34,7   | 45,7  | 33,8   | 83,3 | 9,3     | 3,4     | 1,2    | 1,9    | 18,3   |
| 2017          | Seattle       | 33     | 33     | 32,9   | 47,5  | 37,1   | 78,7 | 8,7     | 2,7     | 1,2    | 1,6    | 19,9   |
| 2018          | Seattle       | 34     | 34     | 31,6   | 52,9  | 41,5   | 82,0 | 8,4     | 2,5     | 1,4    | 1,4    | 21,8   |
| 2020          | Seattle       | 20     | 20     | 30,4   | 45,1  | 36,8   | 89,4 | 8,3     | 3,6     | 1,7    | 1,3    | 19,7   |
| 2021          | Seattle       | 28     | 28     | 33,4   | 43,9  | 33,6   | 84,7 | 9,6     | 2,7     | 1,2    | 1,7    | 20,3   |
| 2022          | Seattle       | 34     | 34     | 30,9   | 47,2  | 37,9   | 83,7 | 7,6     | 2,9     | 1,6    | 0,9    | 21,8   |
| 2023          | New York      | 40     | 40     | 34,1   | 46,5  | 35,5   | 85,1 | 9,3     | 3,8     | 1,5    | 1,6    | 23,0   |
| Total         | Total         | 183    | 183    | 32,4   | 47,3  | 39,6   | 83,1 | 8,6     | 2,9     | 1,3    | 1,5    | 20,3   |
| All-Star Game | All-Star Game | 4      | 3      | 22,3   | 57,1  | 31,2   | 75,0 | 5,3     | 3,5     | 0,5    | 0,5    | 12,0   |

##### Playoffs
| MVP des finales WNBA | Champion WNBA | Leader de la ligue | Gras/Meilleures performances |

| Saison | Équipe              | Matchs | Titul. | Min./m | % Tir | % 3pts | % LF | Rbds/m. | Pass/m. | Int/m. | Ctr/m. | Pts/m. |
| ------ | ------------------- | ------ | ------ | ------ | ----- | ------ | ---- | ------- | ------- | ------ | ------ | ------ |
| 2016   | Seattle             | 1      | 1      | 38,0   | 60,0  | 50,0   | 100  | 7,0     | 3,0     | 2,0    | 0,0    | 19,0   |
| 2017   | Seattle             | 1      | 1      | 36,0   | 35,3  | 50,0   | 81,8 | 8,0     | 1,0     | 1,0    | 2,0    | 23,0   |
| 2018   | Seattle             | 8      | 8      | 37,1   | 46,7  | 41,7   | 82,4 | 6,9     | 2,5     | 1,3    | 0,9    | 24,6   |
| 2020   | Seattle             | 6      | 6      | 32,7   | 53,8  | 50,0   | 85,2 | 7,8     | 4,0     | 1,7    | 1,7    | 25,7   |
| 2022   | Seattle             | 6      | 6      | 38,8   | 51,3  | 52,0   | 89,2 | 9,5     | 4,2     | 1,0    | 1,8    | 27,0   |
| 2023   | Liberty de New York | 10     | 10     | 38,0   | 35.8  | 19.6   | 87,2 | 10,2    | 3.1     | 1,1    | 1,9    | 18,4   |
| Total  | Total               | 22     | 22     | 36,4   | 49,7  | 47,5   | 85,6 | 7,9     | 3,3     | 1,3    | 1,4    | 25,2   |

### Europe

#### Euroligue
| Champion Euroligue | Gras/Meilleures performances |

| Saison    | Équipe         | Matchs | Titul. | Min./m | % Tir | % 3pts | % LF | Rbds/m. | Pass/m. | Int/m. | Ctr/m. | Pts/m. |
| --------- | -------------- | ------ | ------ | ------ | ----- | ------ | ---- | ------- | ------- | ------ | ------ | ------ |
| 2018-2019 | Koursk         | 18     | -      | 34,5   | 45,9  | 40,0   | 77,1 | 7,9     | 2,7     | 1,1    | 2,3    | 21,0   |
| 2019-2020 | Iekaterinbourg | 2      | -      | 24,5   | 47,0  | 0,0    | 57,1 | 5,5     | 2,5     | 0,5    | 0,0    | 10,0   |
| 2020-2021 | Iekaterinbourg | 10     | -      | 30,3   | 47,0  | 34,4   | 94,7 | 6,1     | 2,6     | 1,2    | 2,3    | 12,3   |
| Total     | Total          | 30     | -      | 32,4   | 46,2  | 38,0   | 78,7 | 7,1     | 2,7     | 1,1    | 2,1    | 17,3   |

## Palmarès et distinctions

### Palmarès

#### Équipe nationale
- Médaille d'or aux Jeux olympiques de 2024 à Paris[50]
- Médaille d'or aux Jeux olympiques de 2020 à Tokyo[48]
- Médaille d'or aux Jeux olympiques de 2016 à Rio de Janeiro[58]
- Médaille d’or du Championnat du monde 2014[59], à la Coupe du monde 2018[47] et à la Coupe du monde 2022
- Médaillée d'or au Mondial U19 de 2013[38]
- Médaille d'or avec les 18 ans et moins 2012[60]
- Médaille d'or avec les 19 ans et moins 2011[60]
- Médaille d'or aux Pan American Games 2015 (en)
- Médaille d'or avec les 17 ans et moins 2010[60]
- Médaille d'or avec les 16 ans et moins 2009[60]

#### WNBA
- Championne WNBA 2018[61] , 2020[62] et 2024[63]

#### Europe
- Championne de Russie 2020
- Vainqueur de l'Euroligue féminine de basket-ball 2020-2021

#### Université
- Championne NCAA 2013[1], 2014, 2015 et 2016[44]

### Distinctions personnelles

#### Sélection nationale
- Meilleure joueuse du Championnat du monde de basket-ball féminin des moins de 19 ans 2013[39]
- Meilleure joueuse de la Coupe du monde 2018[47]
- Meilleur cinq des Jeux olympiques de 2024[64]

#### WNBA
- Best Female Athlete (ESPY Award, 2016[9])
- Rookie de l'année de la WNBA 2016[18]
- Sélection aux WNBA All-Star Game 2017[65] et 2018[66]
- Second cinq défensif de la WNBA 2016[67]
- Second meilleur cinq de la WNBA (2016[68])
- Meilleur cinq de la WNBA (2018)[69]
- Meilleure joueuse de la saison 2018[23] et 2023
- Meilleure joueuse des Finales WNBA[25]
- Meilleure joueuse du Final Four de l’Euroligue 2021
- Meilleure joueuse du Tournoi olympique de 2020[49].

#### Université
- Most Outstanding Player du Final NCAA (2013, 2014, 2015 et 2016[45])
- 3x Ann Meyers Drysdale Player of the Year en 2014, 2015 et 2016
- Best Female Collegiate Athlete (ESPY Awards 2016[9])

## Pour approfondir